# Tayari Jones

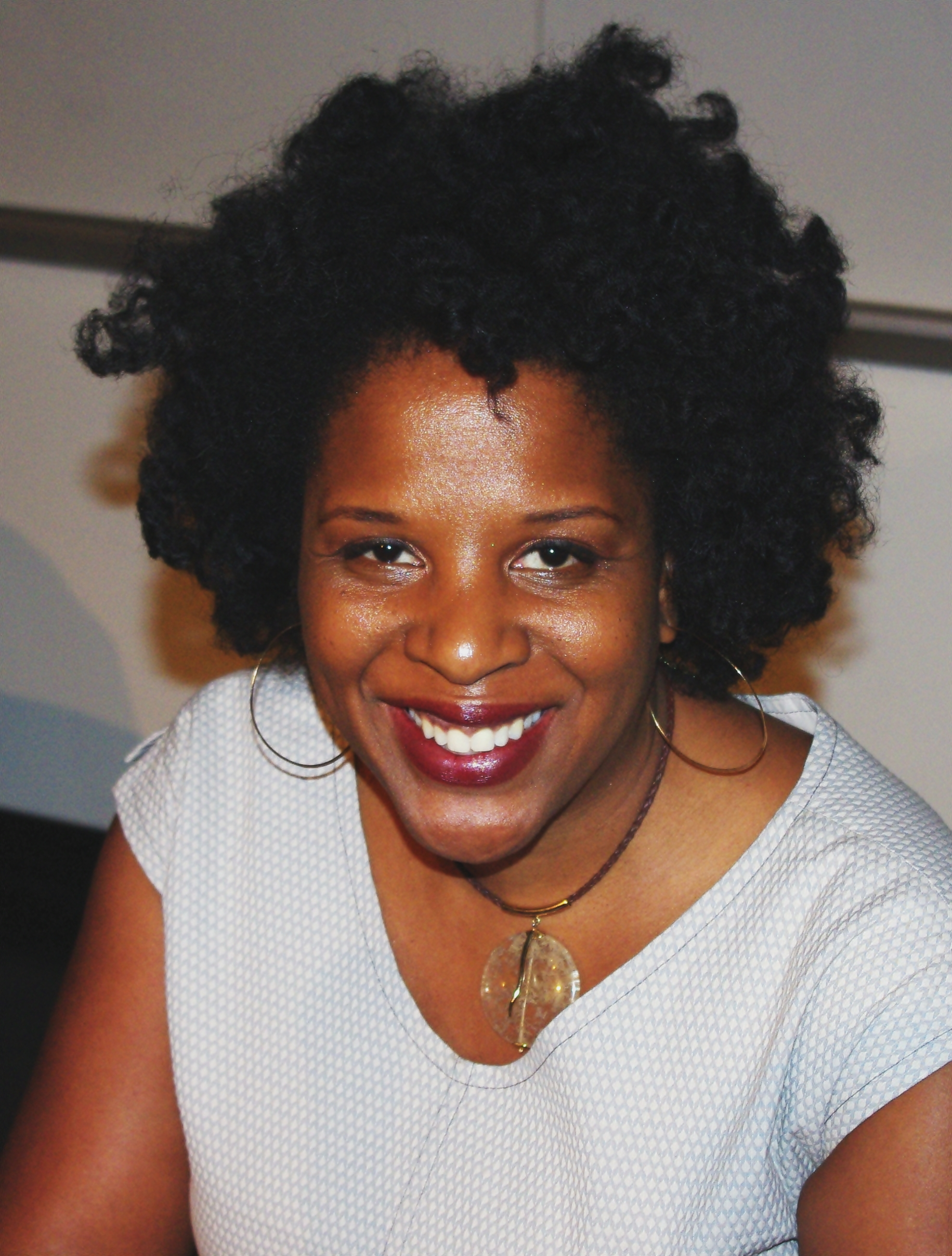
Tayari Jones (2011)

Tayari Jones (geb. 30. November 1970 in Georgia) ist eine  US-amerikanische Schriftstellerin. Für ihr Werk wurde sie  ausgezeichnet.

## Leben
Jones absolvierte ein Studium am Spelman College, der University of Iowa und der Arizona State University. Sie lebte mehrere Jahre in New York. Sie arbeitet an der Fakultät für Englisch der Emory University.

## Auszeichnungen
- 2019: Women’s Prize for Fiction für An American Marriage
- 2021: Guggenheim Fellowship (Fiction)[2]

## Werk
Jones gilt als eine der bedeutendsten zeitgenössischen Autorinnen ihres Landes. Ihre Romane werden seit einigen Jahren in höchsten Tönen gepriesen. Ihr erster, teils autobiografischer Roman trägt den Titel Leaving Atlanta und entstand noch während ihrer Studienzeit in Arizona. In ihrem Roman An American Marriage (2018) wird ein Ehemann wegen einer Vergewaltigung angeklagt und dann verurteilt.